# 凹背新尖额蟹
凹背新尖额蟹（学名：Neorhynchoplax introversus）为膜壳蟹科新尖额蟹属的动物。在中国大陆，分布于江苏、浙江等地等地，生活环境为海水，主要生活于通海的江河以及湖泊底层水草间或富有腐植质的底泥上。